# Académie d'agriculture de France
Pour les articles homonymes, voir AAF.
Ne doit pas être confondu avec Société nationale d'horticulture de France.
L'Académie d'agriculture de France (AAF) est un établissement d'utilité publique à caractère scientifique et éducatif. Créée en 1761, elle porte cette dénomination depuis 1915. Basée à Paris elle comprend plus de 700 membres français et étrangers. Elle a pour principale mission de conduire des réflexions de natures scientifiques, techniques, économiques, juridiques, sociales et culturelles, sur le moyen et le long terme, dans les domaines de l’agriculture, de l’alimentation et de l’environnement. Son action contribue ainsi à éclairer les citoyens et les décideurs à préparer ou à accompagner les évolutions de ces différents secteurs.

## Historique

### Une société royale dédiée à l'agronomie
En août 1760, Henri Bertin, Contrôleur général, demande à tous les intendants de province de créer des Sociétés régionales d'agriculture sur l'ordre du roi Louis XV, ayant pour but de développer l’agriculture en France en modernisant les techniques existantes. Une quinzaine de sociétés sont créées, dont la Société d'agriculture de la généralité de Paris, en 1761, à l'origine de l'Académie de l'agriculture de France.
Elle était constituée de spécialistes, de scientifiques et de personnalités dans le domaine de l’agronomie tels que Henri Louis Duhamel du Monceau, Georges-Louis Leclerc de Buffon ou Antoine Lavoisier, dont la mission était de rassembler l’ensemble des connaissances de l’époque et de les soumettre à un débat approfondi avant de les diffuser dans le reste du royaume via les sociétés d’agriculture régionales.
La Société royale d'agriculture de la généralité de Paris est réorganisée en 1784-1785. À la différence des sociétés provinciales d’agriculture peu dynamiques, elle est active pour moderniser l’agriculture avec l’introduction de nouvelles espèces et de nouvelles méthodes culturales. A titre d’exemple, Arthur Young dans ses Voyages en France relate l’introduction de la chicorée en Ile-de-France, en 1787.

### Réorganisation à la suite de la révolution française
Comme toutes les institutions royales de l’Ancien Régime, la Société royale, renommée en 1790 en tant que Société d'agriculture de France, est supprimée par la Convention le 8 août 1793.
François de Neufchâteau, alors ministre de l’Intérieur du Directoire, ressuscite les sociétés d'agriculture locales et devient même membre de la plus importante, la Société d'agriculture du département de la Seine, dont les Mémoires étaient tirés à 1 000 exemplaires. Le 7 fructidor an VII (1798), un décret la réorganise comme un organe officieux de liaison avec les sociétés régionales. Elle gardera ainsi ce nom jusqu’à la fin du Premier Empire en 1814.
Par la suite, les différents régimes successifs ont gardé un certain intérêt pour l’Académie, son rôle et son fonctionnement qu’ils modifieront à plusieurs reprises. « L’ordonnance du 4 juillet 1814, du 4 février 1815, du 9 octobre 1833, le décret du 2 mars 1848 avec la mise en place des sections et celui du 26 mai 1860. »
L’Académie d’agriculture de France fonctionne sous sa forme actuelle depuis le décret du 23 août 1878 qui le reconnait d'utilité publique, et prend sa dénomination actuelle en 1915.

### Forme actuelle
Aujourd'hui c'est un établissement régit par ses statuts approuvés par le Décret n° 2014-579 du 4 juin 2014 placé sous la protection du Président de la République française. Le Ministre chargé de l'agriculture en est le président d'honneur. Les statuts lui prévoient un maximum de 360 membres (à vie) de moins de 75 ans : cent vingt membres titulaires français et soixante membres associés, étrangers ; cent quatre-vingts membres correspondants, de nationalité française, et soixante correspondants associés, étrangers. Les membres le restent après avoir atteint 75 ans, devenant "émérites" (pour les membres) ou "honoraires" (pour les membres correspondants), avec toutes prérogatives hormis faire partie du bureau ou du secrétariat des sections.

### Dénominations
- 1761-1788 :  Société royale d'agriculture de la généralité de Paris[10].
- 1788-1790 : Société royale d'agriculture de France.
- 1790-1793 : Société d'agriculture de France.
- 1793-1798 : Société d'hommes libres[11]
- 1798-1814 : Société d'agriculture du département de la Seine.
- 1814-1848 : Société royale et centrale d'agriculture.
- 1848-1853 : Société nationale et centrale d'agriculture.
- 1853-1859 : Société impériale et centrale d'agriculture.
- 1860-1870 : Société impériale et centrale d'agriculture de France.
- 1871-1915 : Société nationale d'agriculture de France[12].
- Depuis 1915 :  Académie d'agriculture de France[13]

### Publications
L'Académie d'agriculture de France a créé, en 2016, une revue scientifique, technologique et technique en accès ouvert ("modèle Diamant"), les Notes académiques de l'Académie d'agriculture de France. Pour cette revue, les manuscrits sont évalués en double anonymat, et la revue est donc gratuite à la fois pour les auteurs et pour les lecteurs. Elle est dotée d'un Comité éditorial international, et publie tous les articles en ligne seulement.

### Bourses, médailles et prix
L'Académie attribue des bourses à de jeunes chercheurs et des prix  récompensant des scientifiques, des chercheurs ou des praticiens pour des travaux originaux ou novateurs dans les domaines de l’agriculture, de l’alimentation et de l’environnement.
De nombreuses médailles et prix sont décernés chaque année à des personnalités ayant effectué des travaux ayant contribué à des améliorations ou à l'avancement des connaissances dans le domaine de l'agriculture et de l'agronomie. La médaille d'or de l'Académie vise à reconnaître l’originalité et la qualité de l’ensemble d’une œuvre couronnant une carrière et est attribuée chaque année à une dizaine de personnalités.

## Fonctionnement

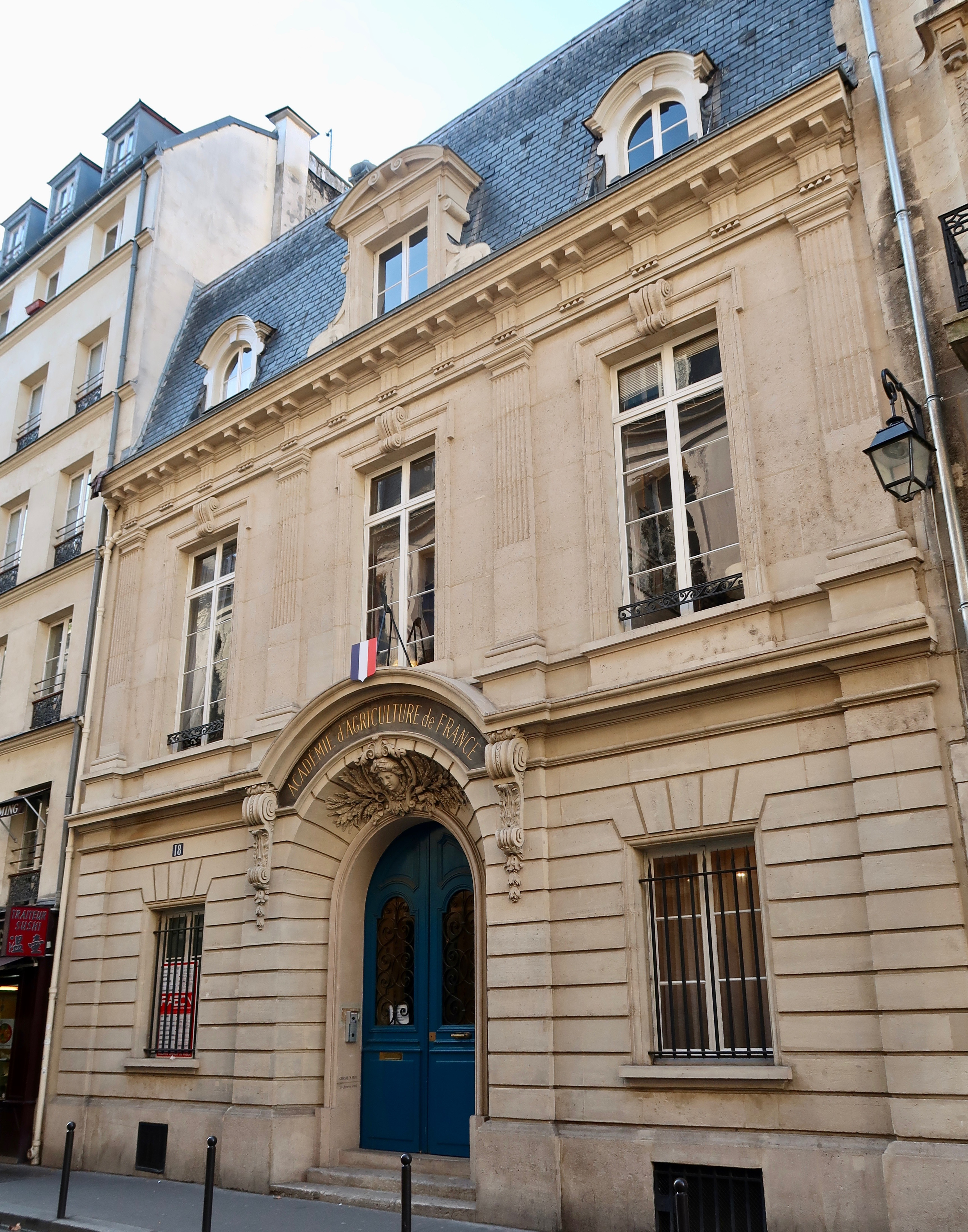
Siège, 18 rue de Bellechasse (Paris).

Son siège est à Paris dans un hôtel particulier situé au 18 rue de Bellechasse, dans le 7e arrondissement. Les séances s'y tiennent tous les mercredis après-midi et sont publiques.

### Liste des présidents
- 1810 : Mathieu Depère
- 1812 : Mathieu Depère
- 1844 : Adrien de Gasparin
- 1846 : Adrien de Gasparin
- 1848 : Adrien de Gasparin
- 1853 : Adrien de Gasparin
- 1857 : Auguste Rodolphe Darblay
- 1857 : Léonce Guilhaud de Lavergne
- 1876-1880 : Amédée de Béhague
- 1883 : Jean-Baptiste Dumas
- 1889 : Pierre Étienne Simon Duchartre
- 1904 : Émile Cheysson
- 1909 : Louis Doynel de Saint-Quentin
- 1917 : Jules Develle
- 1919 : Paul Gauwain
- 1922 : Prosper Gervais
- 1925 : Gustave Moussu
- 1931 : Alfred Masse
- 1938 : Emmanuel Pontrémoli
- 1939 : Alfred Nomblot
- 1940-1941 : Henri Truchy
- 1942 : Henry Girard
- 1943 : Albert Demolon
- 1946 : Frédéric Dienert
- 1953 : Clément Bressou
- 1961 : Roger de Vilmorin
- 1963 : André Cramois
- 1971 : Auguste Oudin
- 1972 : Marc Ferré
- 1977 : Jean Levollay
- 1978 : Pierre Chouard
- 1980 : Henri Ferru
- 1986 : Michel Cépède
- 1995 : Pierre Dupuy
- 1999 : Raymond Février
- 2000 : Maurice Vallery-Radot
- 2002 : Jean-Claude Clavel
- 2003 : Claude Gleizes
- 2007 : Jacques Risse
- 2009 : Jean Dunglas
- 2013 : Christian Lévêque
- 2014 : Jean-Marc Boussard
- 2015 : Jeanne Grosclaude
- 2016 : Paul Vialle
- 2017 : Michel Candau
- 2018 : Bertrand Hervieu
- 2019 : Jean-Louis Bernard
- 2020 : Nadine Vivier
- 2021 : Jacques Brulhet
- 2022 : Jean-Jacques Hervé
- 2023 : Marie-Françoise Chevallier-Le Guyader

#### Ouvrages
- E. Labiche, Les Sociétés d'agriculture au XVIIIe siècle, 1908.
- Émile Justin, Les Sociétés royales d'agriculture au XVIIIe, 1935.
- G. Schelle, Vincent de Gournay, Paris Guillaumin, 1897, 300 p.
- L. Passy, Histoire de la Société nationale d'agriculture de France, Paris, 1912.
- Jean Tulard, Dictionnaire Napoléon, Paris, Fayard, 1999.
- Michel Delon, Dictionnaire européen des lumières, Paris, PUF, 1997.
- Christian Ferault, Une histoire de l'Académie d'agriculture de France - De sa création en 1761 à 1815, t. 1, Paris, L'Harmattan, 2021.
- Christian Ferault, La Société d'agriculture de Paris de 1816 à 1870, t. 2, Paris, L'Harmattan, 2022.
- Christian Ferault, La Société nationale d'agriculture de France de 1871 à 1915, t. 3, Paris, L'Harmattan, 2023.
- Christian Ferault, L'Académie d'agriculture de France de 1916 à 1960, t. 4, Paris, L'Harmattan, 2024.
- Christian Ferault, Jean-Louis Bernard, Émile Choné et Jean-Paul Lanly, Questions d'agriculture, d'environnement et de société - 100 ans d'évolution des connaissances et des pratiques au travers des comptes rendus de l'AAF, Paris, L'Harmattan, 402 p., 2017.

#### Revues
- Revue des Deux Mondes, 1859, tome 21, pages 573 à 603 sur  Wikisource.
- Comptes rendus des séances de l'Académie d'agriculture de France dans Gallica, la bibliothèque numérique de la BnF.